# William Worrall Mayo

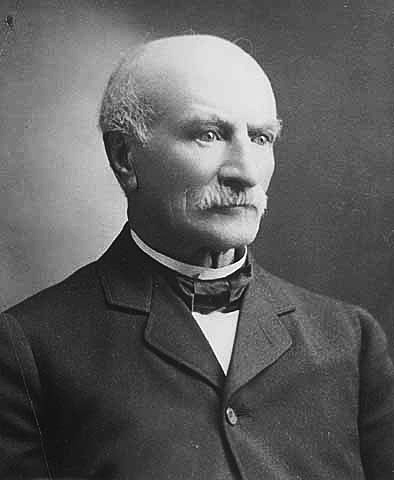
William Worrall Mayo

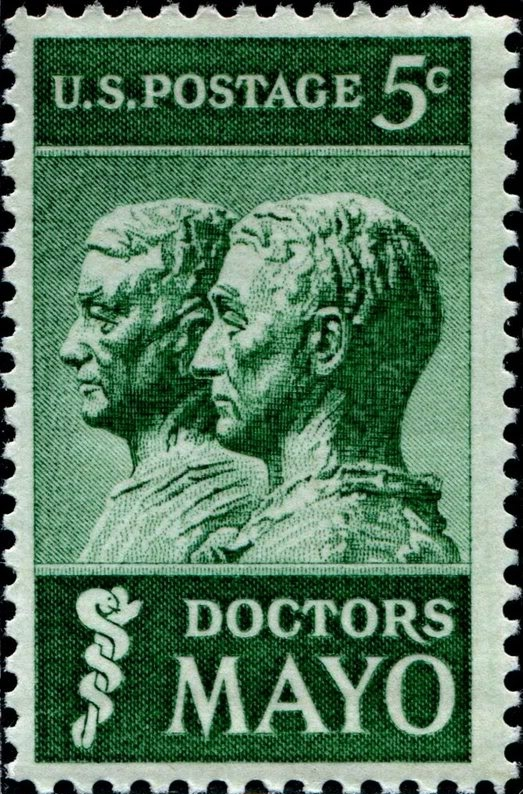
US-Briefmarken zu Ehren Charles Horace Mayo und William James Mayo, 1964

William Worrall Mayo [ˈmeɪjoʊ] (* 31. Mai 1819 in Eccles, Salford, Lancashire, England; † 6. März 1911 in Rochester, Minnesota) war ein englischer Arzt und Chemiker. 1889 gründete er in Rochester die Mayo-Klinik. Er war der Vater von Charles Horace Mayo und William James Mayo, die seine Klinik weiterführten.

## Leben
William Worrall Mayo wurde 1819 als Sohn eines Segelschiffkapitäns in England geboren. Obwohl er Medizin studiert hatte, legte er kein Diplom ab. 1845 ging Mayo nach Amerika und arbeitete dort als Apothekergehilfe. Nur kurze Zeit später verließ er den medizinischen Bereich und eröffnete in Lafayette, Indiana, ein Schneideratelier. Als die Cholera ausbrach, wurden alle medizinischen Kräfte benötigt und Mayo wurde kurzerhand zum Arzt ernannt. An gestohlenen Leichen erneuerte Mayo seine Medizinkenntnisse und machte seinen Doktor. Dennoch arbeitete er danach nicht als Arzt, sondern kehrte in den Beruf des Apothekers zurück. Nebenbei arbeitete er auch als Zeitungsredakteur und Flussdampferkapitän. Der amerikanische Bürgerkrieg verschlug Mayo nach Rochester, Minnesota, wo er als Arzt und Bürgermeister arbeitete. Öffentliche Bekanntheit und Anerkennung erlangte Mayo, als es ihm gelang, einen Eierstocktumor zu entfernen.
1883 wütete ein Orkan in Rochester und eine kleine Klinik wurde gegründet, deren Leitung William Worrall Mayo übernahm. Innerhalb kürzester Zeit wurde die kleine Klinik durch ihren Mut zu neuen Behandlungsmethoden und modernen Diagnoseverfahren zum wohl bekanntesten Hospital der USA. Ab 1888 baute Mayo die Klinik zusammen mit seinen Söhnen William und Charles schrittweise aus. Heute ist die Mayo-Klinik eines der größten und bedeutendsten Krankenhäuser der Welt. Neben den Hauptgebäuden in der Innenstadt (Ambulanzen und konservative stationäre Behandlung) gehören zu dem Komplex auch noch das Saint Marys Hospital (58 Operationssäle) und das Rochester Methodist Hospital (40 Operationssäle).
Insgesamt behandeln hier rund 4000 Ärzte jährlich mehr als 315.000 Patienten stationär und 1,21 Millionen ambulant.

## Mitgliedschaften
Mayo wurde am 21. September 1863 ein Mitglied im Bund der Freimaurer, seine Loge war die Rochester Lodge No.21 in Rochester.